# 노인의 날
노인의 날은 대한민국의 기념일로 10월 2일이다. 노인에 대한 사회적 관심과 공경의식을 높이기 위하여 만든 기념일이다. 이와 함께 10월을 경로의 달로 지정하였다.
1997년 처음 보건복지부에서 법정기념일로 노인의 날을 제정하였다. 원래 노인의 날은 국제연합이 1991년 지정한 10월 1일 '국제 노인의 날'에 맞추려했으나, '국군의 날'이 겹침에 따라 그 다음날인 10월 2일을 기념일로 정하였다. 대한민국의 전통적 풍속인 경로효친 사상(敬老孝親 思想)을 고취시키고, 전통 문화를 계승·발전시켜 온 노인들의 노고를 치하하며,  근래 주요 사회문제로 떠오른 노인문제에 대해 돌아보는 날인 것이다. 노인의 날 행사는 정부 행사로써 보건복지부에서 주관하다가, 2000년부터 노인 관련 단체의 자율 행사로 이관했다. 이 날은 노인 복지에 힘써온 인물이나 단체를 대상으로 훈장·포장 및 대통령·국무총리·보건복지부장관 표창 등을 수여한다. 또 그해 100세가 되는 노인들에게는 명아주로 만든 전통 지팡이인 청려장(靑藜杖)을 증정한다. 청려장은 장수 지팡이를 말한며, 명아주라는 풀로 가볍고 단단하게 만든 지팡이다. 『삼국사기』와 『경국대전』에 따르면 통일신라시대에서 조선시대까지 70세가 되면 나라에서 만들어 준다고 하여 국장(國杖), 80세가 되면 임금님이 내린다고 하여 조장(朝杖)으로 불리던 전통을 이어 행하는 것이다. 그밖의 행사로 노인 문화 공연, 미니 마라톤 대회, 어르신 모델 선발 대회, 효도 큰잔치 등이 열린다.
대한민국이 고령화사회에 진입했고 초고령화사회를 앞두고 있는 가운데, 노인문제가 사회 이슈로 떠오르면서 개인이 아닌 국가적인 문제로 대두되기 시작했다. 특히 대한민국 인구 구성 비율에서 가장 큰 부문을 차지하고 있는 베이비붐세대(1946~1965년생)의 은퇴가 지속되면서 노인 부양문제와 세대간 갈등 문제에 대한 우려가 커지고 있는 상황이여서 이 기념일의 의미는 점차 커지고 있다. 2017년 기준으로 100세를 넘긴 대한민국의 노인은 1만 3,588명인 것으로 나타났으며, 계속 증가하고 있다.

## 같이 보기
- 어버이날
- 경로의 날